# أماندا كار
أماندا كار (بالإنجليزية: Amanda Carr)‏ هي لاعبة هوكي الجليد بريطانية، ولدت في 3 أكتوبر 1990.

## وصلات خارجية
- أماندا كار على موقع EliteProspects.com (الإنجليزية)